# Patrick da Silva
Partick da Silva, född den 23 oktober 1994 i Kalundborg, är en dansk fotbollsspelare som spelar som försvarare för KÍ Klaksvík. Han har tidigare spelar för bland annat Brøndby IF.

## Karriär
I september 2018 värvades da Silva av FC Roskilde, där han skrev på ett kontrakt över resten av året. I januari 2019 förlängdes da Silvas kontrakt.
I juni 2019 värvades da Silva av Lyngby BK, där han skrev på ett treårskontrakt. I oktober 2020 bröt Lyngby kontraktet. Säsongen 2021 spelade da Silva med Danmarksserien-klubben Tårnby FF.
Den 2 december 2021 värvades da Silva av färöiska KÍ Klaksvík.